# マーク・カプリオ
マーク・カプリオ（MARK E. caprio, 1957年 - ）は、米国の歴史学者、立教大学名誉教授。専門は、朝鮮半島史、東洋史。
1984年にアリゾナ大学、1994年にワシントン大学でそれぞれ修士号取得。1996年にワシントン大学博士課程修了後、2001年に博士号取得。南山大学専任講師（1985-1991）を経て、1996年から立教大学助教授、2002年から立教大学教授。

## 著書

### 編著
- 中西恭子訳『近代東アジアのグローバリゼーション』（明石書店, 2006年）

### 共編著
- 杉田米行『アメリカの対日占領政策とその影響』（明石書店, 2004年）
- Japan and the Pacific: Threat and Opportunity, 1500-1920 (Ashgate Press, 2006).
- The U.S. Occupation and the Transformation of Japanese Politics and Society (Routledge, 2007).